# Абрамидзе, Павел Ивлианович
Павел Ивлианович Абрамидзе (19 марта 1901 года, село Вани, Кутаисская губерния, Российская империя — 3 апреля 1989 года, Тбилиси) — советский военачальник, генерал-майор (1940), участник Советско-финской и Великой Отечественной войн. В 1941 году попал в немецкий плен, после войны продолжил службу в Вооружённых силах СССР.

## Начальная биография
Родился 19 марта 1901 года в селе Вани Кутаисской губернии в крестьянской семье.
С окончанием в 1915 году сельской школы — рабочий в Баку, с 1917 по 1923 год работал в отцовском крестьянском хозяйстве.

## Военная служба

### Довоенный период
В апреле 1923 года был призван в Рабоче-Крестьянскую Красную Армию. Служил в отдельном артиллерийском дивизионе Грузинской стрелковой дивизии (Тбилиси), в октябре того же года поступил в Грузинскую объединённую военную школу в Тбилиси. После окончания школы с сентября 1926 года служил в 5-м Кавказском стрелковом полку 2-й Кавказской Краснознамённой стрелковой дивизии им. А. К. Стёпина (Баку): командир взвода полковой школы, командир роты, врид начальника боепитания полка, начальник штаба батальона, командир учебного батальона. В этот период, в 1930 году окончил армейские командно-пулемётные курсы Кавказской Краснознамённой армия в Тбилиси. В 1931 году с полком и дивизией был переведён в Украинский военный округ.
С октября 1934 — командир—комиссар 6-го Кавказского стрелкового полка в той же дивизии, которые в мае 1935 года были переименованы в 179-й стрелковый полк и в 60-ю Кавказскую стрелковую дивизию соответственно. С апреля 1938 — помощник командира 99-й стрелковой дивизии в Киевском военном округе, с сентября 1939 года — командир 187-й стрелковой дивизии. С ноября 1939 года — командир 130-й стрелковой дивизии, во главе которой принимал участие в советско-финской войне.

### Великая Отечественная война
8 августа 1940 года был назначен командиром 72-й горнострелковой дивизии в Киевском Особом военном округе. С 22 июня 1941 года дивизия участвовала в сражениях Великой Отечественной войны на Юго-Западном фронте в районе государственной границы СССР. В первые дни войны дивизия стойко оборонялась в ходе Львовско-Черновицкой оборонительной операции, отходя от рубежа к рубежу по приказу. Но в Уманском сражении дивизия оказалась в окружении, и 8 августа 1941 года генерал П. И. Абрамидзе у д. Подвысокое под Уманью в «котле» попал в немецкий плен. Первоначально содержался в лагере для военнопленных в польском городе Замосць, но затем был переведён в концентрационный лагерь Хаммельбург. Оттуда за антинемецкую агитацию среди военнопленных был переправлен в Нюрнберг, а затем в Вайсенбург.

### Послевоенная карьера
4 мая 1945 года был освобождён американскими войсками. Через советскую военную миссию по репатриации в Париже был отправлен в Москву.
12 декабря 1945 года был восстановлен в кадрах Красной Армии. В марте 1946 года был направлен на учёбу, в 1947 году окончил курсы усовершенствования командиров стрелковых дивизий при Военной академии имени М. В. Фрунзе. С мая 1947 года — начальник военной кафедры Тбилисского института физической культуры, затем в той же должности в Тбилисском сельскохозяйственном институте. С октября 1949 года — начальник военной кафедры Тбилисского государственного университета.
9 августа 1956 года был уволен в отставку по болезни.
Жил в Тбилиси, где и умер 3 апреля 1989 года.

## Воинские звания
- Майор — 24 декабря 1935[2];
- Полковник — 6 ноября 1938[1];
- Комбриг — 4 ноября 1939;
- Генерал-майор — 4 июня 1940.

## Награды
- орден Ленина (24.06.1948)[3];
- три ордена Красного Знамени (21.03.1940, 06.05.1946, 21.08.1953)[1];
- орден Отечественной войны 1-й степени (11.03.1985);
- медали СССР.